# Fernand De Visscher
Fernand De Visscher (Gand, 14 ottobre 1885 – Herent, 15 dicembre 1964) è stato un giurista e archeologo belga.
È il fratello di Charles de Visscher, famoso giurista di diritto internazionale.

## Biografia

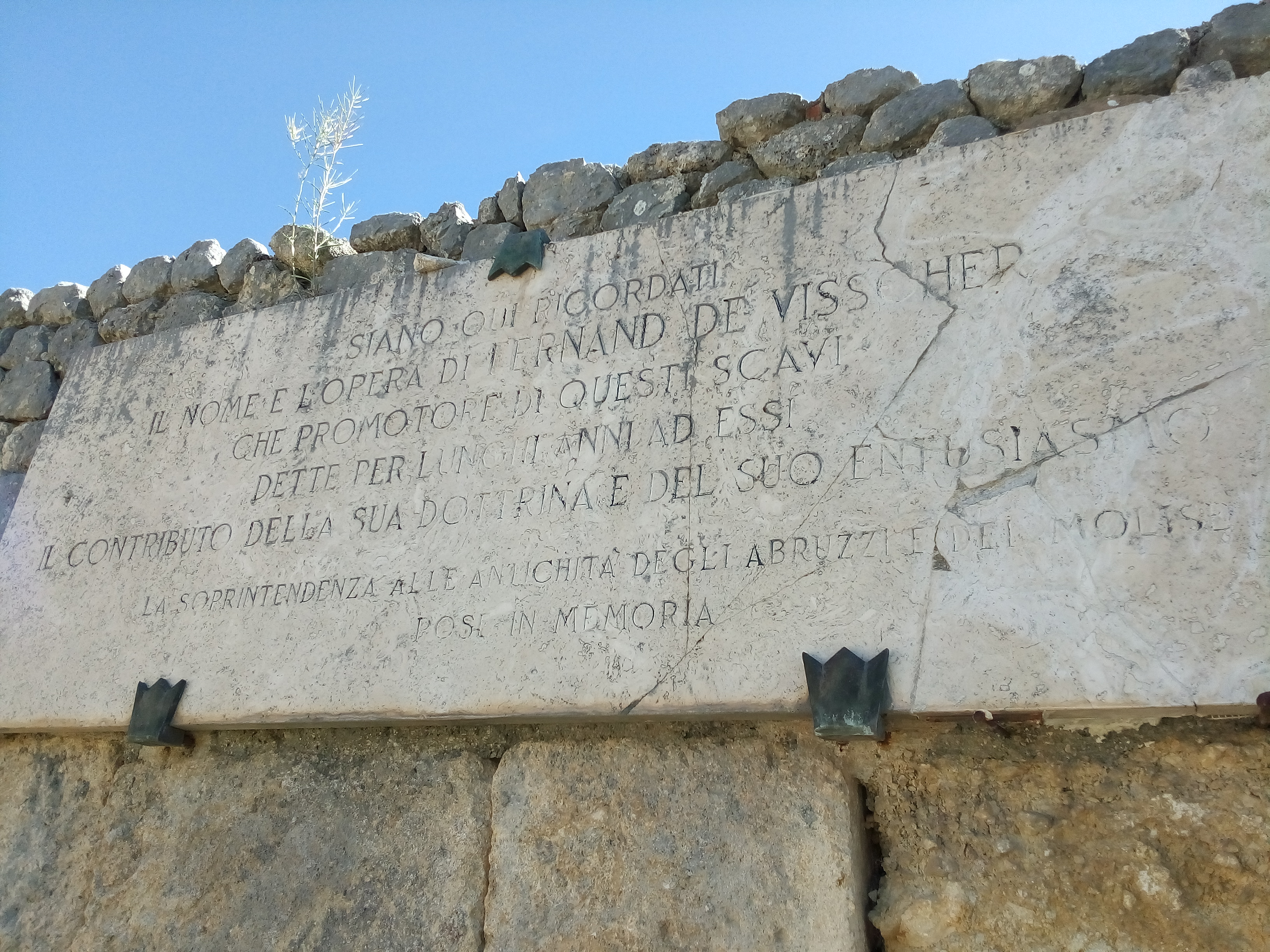
Targa ricordo dedicata a Fernand De Visscher ad Alba Fucens

Dopo aver studiato giurisprudenza all'università di Gent, è diventato professore di diritto romano nella stessa università dopo la prima guerra mondiale. De Visscher lascerà l'università di Gent nel 1930, quando la lingua d'insegnamento esclusiva diventa l'olandese. Dopo aver insegnato per sei anni a Lilla, in Francia (1930-1936), diventa professore di diritto romano nell'università di Lovanio.
Fernand De Visscher fu direttore dell'Academia Belgica, a Roma, dal 1945 al 1949. Ha iniziato gli scavi archeologici di Alba Fucens,
in Abruzzo, insieme all'archeologo Joseph Mertens.
Fernand De Visscher è il presidente-fondatore della Société internationale d'Histoire des Droits de l'Antiquité.